# Прибутковий будинок Пивоварової
Прибутковий будинок Пивоварової (рос. Доходный дом Пивоваровой) — об'єкт культурної спадщини, який розташовується за адресою вулиця Шаумяна, 45/28 в Ростові-на-Дону. Будівля є об'єктом культурної спадщини згідно з наказом № 191 Обласної інспекції з охорони праці та експлуатації пам'яток історії та культури від 29 грудня 2004 року. В честь кого будинок носить саме така назва — не відому.

## Історія
Прибутковий будинок Пивоварової був побудований в кінці XIX — на початку XX століття лікарем Петро Павловичем Чубухчиєвим. Будівля була його власністю аж до 1915 року. У будинку, крім його власного лікарського кабінету по лікуванню шкірних та венерологічних захворювань, перебували ще й лікарські кабінети дантистів Ревіч і Розовскої-Суликової, а також працювала контора помічника присяжного повіреного Абрамова — Трапезонцева. Будинок зберігся до XXI століття.
У лютому 2013 року стало відомо, що будівля була частково реконструйовано без отримання офіційної згоди на це у зв'язку зі статусом об'єкта. Перший поверх будинку здавався в оренду під кафе. У квітні 2013 року з'явилася інформація, що з фундаментом будинку проводяться ремонтні роботи для врізки в каналізацію, при тому, що не були дотримані всі законодавчі норми. В результаті проведених робіт, за словами мешканців, у квартирах з'явилися тріщини. Співробітником обласного міністерства культури було зафіксовано порушення цілісності об'єкта, взятого під охорону держави.